# 焗烤千層茄子
焗烤千層茄子 (US英语发音：/ˌpɑːrməˈʒɑːnə/, UK英语发音：/ˌpɑːmɪˈdʒɑːnə/; 義大利語：[parmiˈdʒaːna]; also parmigiana di melanzane 義大利語發音：[parmiˈdʒaːna di melanˈdzaːne; -ˈtsa-], or melanzane alla parmigiana 義大利語發音：[melanˈdzaːne alla parmiˈdʒaːna; -ˈtsa-]或簡稱「parma」，美式英語稱「eggplant parmesan」）是一道堆疊多層炸茄子片與起司和番茄醬再烘烤的義大利菜餚。茄子餡是目前最古老也是最獨特的義大利版本。其它變種有雞肉、牛肉或其它種類的炸肉排或蔬菜餡料。坎帕尼亞南部和西西里南部都宣稱自己是這道菜的起源地。

## 烹調
將切片餡料用油煎炸，逐層添加番茄醬和起司，再用烤箱烘烤。某些版本會將餡料沾裹蛋液和麵粉（或麵包粉）再煎炸。有些食譜選用硬質的起司粉如：帕馬森起司；有些選用軟質會融化的起司，如：莫札瑞拉起司，或者兩種起司都用。

## 各國差異
裹粉炸肉排的變化版如：使用小牛肉和雞肉的千層焗烤，在許多國家都很受歡迎，特別是義大利移民區。
焗烤千層小牛肉或焗烤千層雞肉，在美國和加拿大常當作主菜，有時會做成潛艇三明治。也是意式麵食常見的配菜。有時會加入炒過（或生的）洋蔥丁或青椒丁。 波隆那炸豬排（Cotolette alla Bolognese）是義大利另一道類似的小牛肉菜餚，但傳統義大利  食譜中不含番茄醬。另一道相關的小牛肉菜餚是「Costelette Parmigiana」，但是在義大利通常不會加醬或起司。
焗烤千層小牛肉或雞肉在澳洲和阿根廷很常見，配菜是薯條或沙拉。 這道菜在澳洲可能有多種配料，例如火腿片或煎茄子片。
阿根廷和其他南美鄰近國家，焗烤千層小牛肉或雞肉會佐以火腿和薯條，稱為「 milanesa a la napolitana」。 如果加上煎蛋，這道菜就是「súper milanesa」 或者「suprema napolitana」。在1940年代，布宜諾斯艾利斯的一間拿坡里餐廳創作了這道菜。
有一道英國菜餚稱為「parmo」，只用豬肉或雞肉，也類似焗烤千層茄子。
焗烤千層在巴西是熱門餐點，由義大利移民將其發揚光大（巴西的義大利移民人口全球最多）。巴西有三種千層焗烤：焗烤千層雞排（filé de frango a parmigiana ）、焗烤千層茄子（berinjela a parmigiana）、焗烤肉排千層（meat parmigiana）。肉排有三種牛肉部位，包括兩種極佳級部位：焗烤千層菲力牛排（filé mignon à parmigiana）、焗烤千層沙朗牛排（contra-filé à parmigiana），而第三種「bife à parmegiana」，用的就是非特定部位的牛肉。巴西的焗烤千層搭配的不是白米飯和炸馬鈴薯，就是配義大利麵食加番茄醬。

## 外部連結
- 維基教科書中有關焗烤千層茄子的食譜

- 维基共享资源上的相關多媒體資源：焗烤千層茄子